# Đài tưởng niệm Frédéric Chopin ở Żelazowa Wola

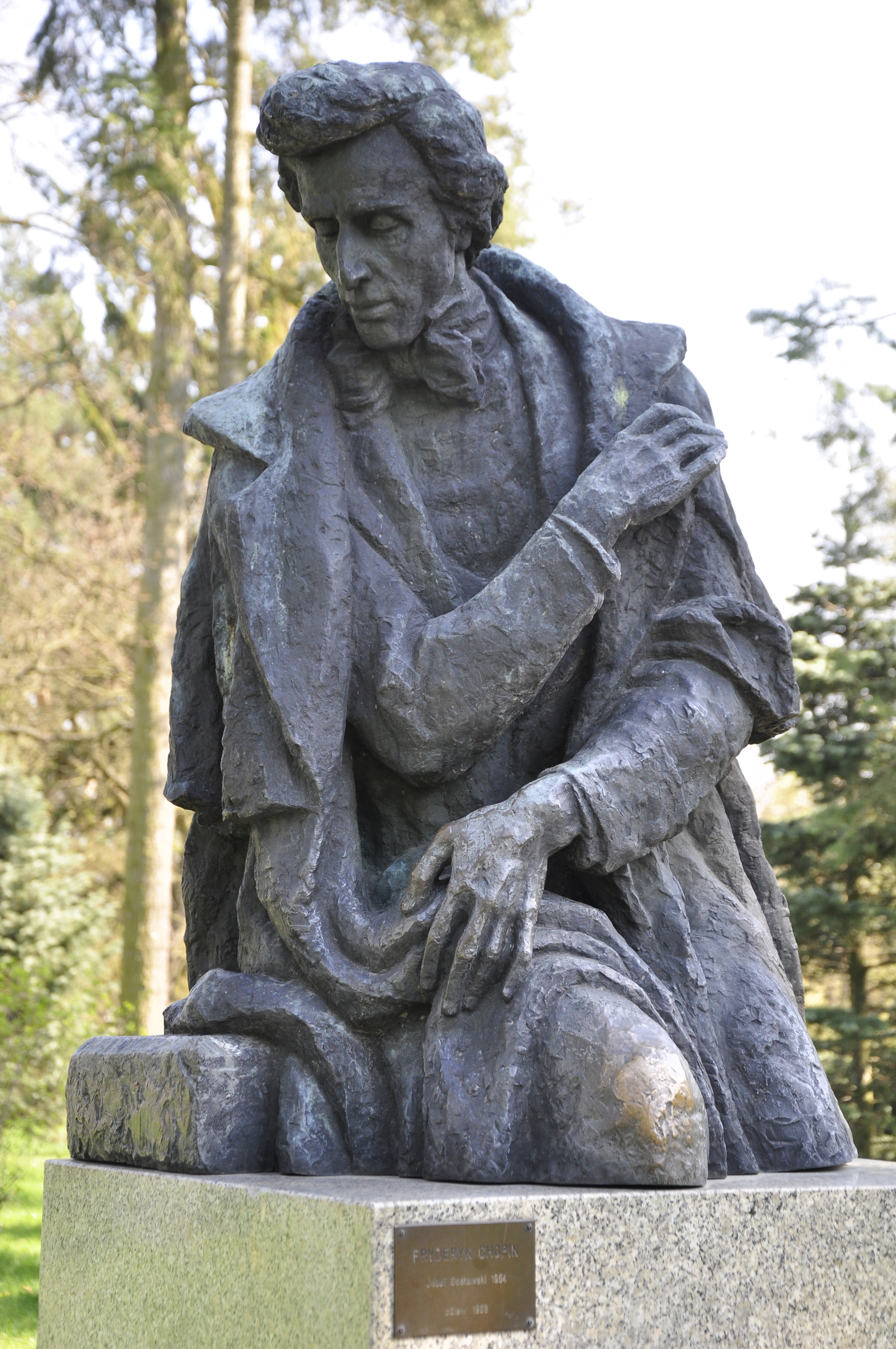
Đài tưởng niệm Frédéric Chopin, Żelazowa Wola (2010)

Đài tưởng niệm Frédéric Chopin ở Żelazowa Wola (tiếng Ba Lan: Pomnik Fryderyka Chopina w Żelazowej Woli) là một tượng đài nổi tiếng nằm trong một công viên tại ngôi làng Żelazowa Wola, Ba Lan. Ngôi làng Żelazowa Wola đẹp như tranh vẽ cũng chính là nơi chào đời của nghệ sĩ piano và nhà soạn nhạc huyền thoại người Ba Lan Frédéric Chopin. Tượng đài Frédéric Chopin được nhà điêu khắc Józef Gosławski thiết kế vào năm 1955. Tác giả thiết kế phần giá đỡ tượng đài là nghệ sĩ mỹ thuật Wanda Gosławska và việc đúc đồng do công ty Bracia Łopieńscy thực hiện.
Ngày 13 tháng 7 năm 1969, Thứ trưởng Bộ Văn hóa và Nghệ thuật Tadeusz Zaorski (lúc bấy giờ) khánh thành Đài tưởng niệm Frédéric Chopin ở Żelazowa Wola.

## Tầm ảnh hưởng
Đây là một di tích đáng tự hào của cư dân nơi đây.
Mô hình bức tượng này thường được trưng bày tại Cuộc thi piano quốc tế Frédéric Chopin. Ngoài ra, Tượng đài còn là nguồn cảm hứng bất tận cho một loạt các bức tranh của họa sĩ Piotr Pawiński.
Tổ chức Mennica Polska đã xuất bản bộ sưu tập Huy chương những người nổi tiếng, trong đó có một huy chương mang hình ảnh Tượng đài Frédéri Chopin ở Żelazowa Wola. Huy chương được nhà điêu khắc Hanna Jelonek thiết kế vào năm 2009.